# Ленгерское месторождение угля
Ле́нгерское месторождение угля — находится в Туркестанской области, в 35 км к востоку от г. Шымкент, 1 км к северу от города Ленгер. Кроме Ленгерского месторождения (пл. 25 км²), имеются две перспективные угольных (Тогыз и Южный) и 4 площади Южной (10 км²), Георгиевна (80 км²), Шымкент (60 км²) и Казыгурт (30 км²). Угольность этих площадей разная. На площадях Тогыз и Южном находятся три пласта, толщина основных из них доходит до 12 м. На площади Георгиевна обнаружено два пласта (основной и пласт под верхним слоем), толщиной 0,8—8,13 м. Ленгерское месторождение угля известно с 19 в. Структура толстых слоев сложная (состоит из 2—3 cлоев). В основном встречается бурый уголь (марки Б3). Средняя золистость 18—22 %. В составе угля большое количество серы (до 3 %). Производимый уголь склонен к самостоятельному горению. Выделяемость тепла до 7,3 тыс. ккал/кг. При полукоксовании получено 4—7 % смолы. Резерв угля на месторождении до глубины 900 м насчитывает 750 млн т. Месторождение разрабатывается на шахтах, подземным методом.